# Jitzchak Tabenkin

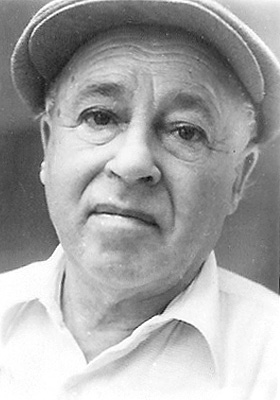
Jitzchak Tabenkin um 1951

Jitzchak Tabenkin (hebräisch יצחק טבנקין; geboren 8. Januar 1888 oder 1889 in Bobruisk, Russisches Kaiserreich; gestorben 6. Juni 1971 in ʿEjn Charod) war ein gewerkschaftlich orientierter israelischer Parlamentarier und leitendes Mitglied der Kibbuzbewegung.

## Leben
Jitzchak Tabenkin wurde im damaligen Ansiedlungsrayon des Russischen Reiches in der Stadt Bobruisk geboren, die sich heute in Belarus befindet. Seine Eltern waren beide politisch engagiert. Er bekam sowohl eine religiöse Erziehung im Cheder als auch später eine säkulare Ausbildung in Warschau, Wien und Bern. In Polen war er Gründer und Aktivist für die Poale Zion, bevor er 1912 nach Palästina im Osmanischen Reich auswanderte. Seine Stärke lag hauptsächlich im mündlichen Diskurs, deshalb litt er darunter, dass er seine Ideen zunächst kaum in die Tat umsetzen konnte.
Im britischen Mandatsgebiet vor der Staatsgründung war er Mitglied der sogenannten „Überparteilichen“-Gruppierung und Chef der Landwirtschaftlichen Arbeiterorganisation. 1919 war er Gründungsmitglied der Achdut haAwoda und nahm 1920 an der Gründungsveranstaltung der Histadrut teil. Er orientierte sich zwischen dem Anarchismus Kropotkins und Bakunins, und den Führungsprinzipien des bolschewistischen Sozialismus. Damit stand er abseits vom politischen Zionismus Theodor Herzls oder der religiös motivierten Landnahme des Engländers Herbert Bentwich. Von seinen Mitstreitern verlangte er harte Arbeit und völlige Selbstaufgabe im Kollektiv, daher trat er selbst in einen Kibbuz ein. Tabenkin hatte stets vor Augen, dass sich die Lage der europäischen Juden dramatisch verschlechterte, die „Heimstätte der Juden“ musste rechtzeitig fertig sein. Die Angst, dass dies nicht gelingen könnte, trieb in an und ließ ihn Gewalt befürworten.
Tabenkin war Mitglied von HaSchomer, 1920 gehörte er zu den Verteidigern von Tel Hai. Im Jahr darauf wurde er Mitglied der Gedud Ha-Avoda (Arbeiterlegion) und lebte von Dezember 1921 an im Kibbuz En Harod. Zu dieser Zeit hatte er mit seiner Frau bereits zwei Söhne, einer von ihnen war der spätere Palmach-Kommandeur Yosef Tabenkin.
Jitzchak Tabenkin war Mitbegründer und Sprecher der Kibbuz-HaMeuchad-Bewegung; der Kibbuz En Harod wurde zum Zentrum dieser Strömung. Tabenkin unterstützte große Kibbuzim mit vielen Mitgliedern und einer nicht-elitären Philosophie.
1930 war er einer der Gründer der Mapai und führte sie neben David Ben-Gurion und Berl Katznelson an. Den Teilungsplan der Peel-Kommission für Palästina von 1937 lehnte Tabenkin, anders als Ben-Gurion und die Mehrheit der Sozialdemokraten ab, weil er die den Juden zugesprochenen Gebiete für unzureichend hielt. Er erachtete es für notwendig, das ganze Land, einschließlich des von Arabern bewohnten Teils zu besiedeln. Mit der HaKibuzz HaMeuchad finanzierte er die Palmach, um damit die Kibbuzbewegung und den Siedlungsanspruch zu stärken. 1944 spaltete sich die Bet-Fraktion unter seiner Führung von der Mapai ab und bildete die Achdut haAwoda.
1948 gründete Tabenkin die linkssozialistische Vereinigte Arbeiterpartei (Mapam) mit. Er vertrat die Partei in der ersten Knesset vom 24. Januar 1949 bis zum 12. April 1951. Tabenkin verließ die Mapam 1954 zusammen mit Jitzchak Ben Aharon, Jigal Allon und weiteren, weil es Unstimmigkeiten in Bezug auf das Verhältnis zur Sowjetunion gab. Sie gründeten die Partei Achdut haAwoda – Poalei Tzion, deren Vorsitzender Tabenkin war. Er gehörte vom 26. Juli 1955 bis zum 9. Juni 1958 der dritten Knesset an. Beide Male vollendete er nicht die gesamte Amtsperiode und gehörte keinem Ausschuss an.
Nach dem Sechstagekrieg 1967 trat er der Bewegung für ein Großisrael bei, die die im Krieg eroberten Gebiete annektieren wollte und die später eine Fraktion des sich gründenden Likud wurde. Tabenkin war ein wichtiger Ideologe der sozialdemokratischen und gewerkschaftlich orientierten Richtung in Israel. Er veröffentlichte viele Artikel zu den Themen Arbeiterbewegung, Kibbuzbewegung und Israel. Auch beteiligte er sich an vielen zionistischen Kongressen nach dem Ersten Weltkrieg und arbeitete als Landwirt.
Jitzchak Tabenkin ist auf dem Neuen Friedhof von Kibbuz En Harod Meuchad beerdigt.

## Ehrungen
- Jad Tabenkin, das Forschungs- und Dokumentationszentrum der Vereinigten Kibbuzbewegung ist nach ihm benannt.

## Veröffentlichungen
- Der jüdische Staat und wie man ihn erreicht. 1944 (hebräisch)
- Kibbutz Gesellschaft. 1954 (hebräisch)
- There is Nowhere to Pull Back To. 1968 (hebräisch)
- Lehren aus dem Sechstagekrieg. 1970 (hebräisch)
- Streitfragen (vier Bände mit Artikeln). 1967 (hebräisch)